# 콩데시아
콩데시아(Condeissiat)는 프랑스 오베르뉴론알프 앵주의 코뮌이다.

## 지리
부르캉브레스 아롱디스망, 샤티용쉬르샬라론 캉통에 속해 있으며, 라동브 코뮌공동체의 일원이다.
브레스 지역과 매우 가깝지만 동브 지역에 속하며, '동브의 관문' (Porte de la Dombes)으로 소개되기도 한다. 전체 면적 중에서 307헥타르는 연못 등 습지, 284헥타르는 삼림지대로 구분된다.
지형은 평탄하며 고도는 250m대에서 크게 벗어나지 않는다. 생탕드레르부슈 (Saint-André-le-Bouchoux)에서 '이랑스천' (Irance)라는 작은 하천이 마을을 지나가며 베일과 메레지아로 향한다.

## 역사
1790년 샤티용쉬르샬라론 캉통의 일부로 신설되었다.
마을 내에 세워진 생쥘리앙 교회는 프랑스 등록문화재로 지정되었다. 한편 1944년 나치 수용소로 보내져 사망한 콩데시아 시장을 기리는 추모비가 세워져 있다.

## 같이 보기
- 앵주의 코뮌 목록